# Лаперрьер, Жак
Жозе́ф Жак Юг Лаперрье́р (фр. Joseph Jacques Hughes Laperrière; род. 22 ноября 1941, Руэн-Норанда, провинция Квебек, Канада) — бывший канадский профессиональный хоккеист, защитник клуба НХЛ «Монреаль Канадиенс». Член Зала хоккейной славы с 1987 года.

## Карьера
Любимым игроком начинающего хоккеиста Жака Лаперрьера был Даг Харви. В 1962 году, когда Жак стал игроком «Монреаль Канадиенс», Дага Харви уже не было в команде — защитник уже год, как покинул Монреаль, перебравшись в Нью-Йорк. Жак Лаперрьер, взяв себе номер 2, под которым играл его кумир, со временем стал достойным преемником славы Дага Харви.
Первым партнёром Жака в «Монреале» стал Том Джонсон, 11 лет отыгравший в дуэте с Дагом Харви. Вместе Лаперрьер и Джонсон отыграли недолго, всего один сезон: в 1963 году Том Джонсон перебрался в Бостон. А для Лаперрьера первый полный сезон принёёс первую награду: по его итогам защитник стал обладателем приза лучшему новичку сезона. В следующем сезоне «Монреаль» выиграл очередной Кубок Стэнли; Жак Лаперрьер, игравший всего второй сезон, помимо победы в Кубке отметился и тем, что был выбран в первую сборную звёзд НХЛ. Сезон 1965-66 был омрачён для молодого защитника чередой травм; тем более впечатляет, что по его итогам Жак Лаперрьер был назван лучшим защитником.
Карьеру игрока Жак Лаперрьер завершил в 1974 году. К этому времени на его счету было уже 6 завоёванных Кубков Стэнли.

### Карьера тренера
Карьеру тренера Жак Лаперрьер начал уже через год после того, как закончил играть, возглавив молодёжный состав «Монреаля». В 1981 году бывший защитник вошёл в тренерский штаб «Канадиенс» в качестве помощника тренера. На этом посту он проработал 16 лет, прибавив к 6 Кубкам Стэнли ещё 2, выигранные «Монреалем» в 1986 и 1993 годах. В 1997 году Жак Лаперрьер вошёл в тренерский штаб «Бостона», где отработал 4 года, до перехода в «Нью-Йорк Айлендерс». В Нью-Йорке Жак Лаперрьер задержался ненадолго, уже в 2003 году став помощником тренера в «Нью-Джерси Дэвилз». Бывший защитник и сейчас работает в штабе «Дэвилз», с 2007 года занимая должность тренера специального назначения.

## Достижения
- Как игрок

Обладатель Кубка Стэнли (6): 1965, 1966, 1968, 1969, 1971, 1973
Обладатель Колдер Трофи: 1964
Обладатель Джеймс Норрис Трофи: 1966
Участник Матча всех звёзд (5): 1964, 1965, 1967, 1968, 1970
- Как тренер

Обладатель Кубка Стэнли: 1986, 1993
- Член Зала хоккейной славы с 1987 года